# Morzycy
Morzycy, Morzyce – średniowieczne plemię słowiańskie zamieszkujące okolice jeziora Morzyce w Meklemburgii, wzmiankowane w źródłach w X i XII wieku.